# Балка Станова
Балка Станова, Балка Кракова — балка (річка) в Україні у Охтирському районі Сумської області. Права притока річки Боромлі (басейн Дніпра).

## Опис
Довжина балки приблизно 6,29 км, найкоротша відстань між витоком і гирлом — 5,80  км, коефіцієнт звивистості річки — 1,08 . Формується декількома струмками та загатами.

## Розташування
Бере початок на південно-західній околиці села Станова. Тече переважно на північний схід через село і на північно-західній околиці міста Тростянець впадає у річку Боромлю, праву притоку річки Ворскли.

## Цікаві факти
- У селі Станова балку перетинає автошлях Т 1913[2] (автомобільний шлях територіального значення у Сумській та Полтавській областях. Пролягає територією Роменського, Сумського та Охтирського районів через Ромни — Липову Долину — Лебедин — Тростянець — Мезенівку. Загальна довжина — 149,8 км.).
- У XX столітті на балці існували молочно-тваринна ферма (МТФ) та декілька газових свердловин[3], а у XIX столітті — водяний та вітряний млини[1].